# Trentino La Barba
Trentino La Barba (Lanciano, 1915 – Lanciano, 6 ottobre 1943) è stato un partigiano italiano e Medaglia d'oro al valor militare alla memoria.

## Biografia

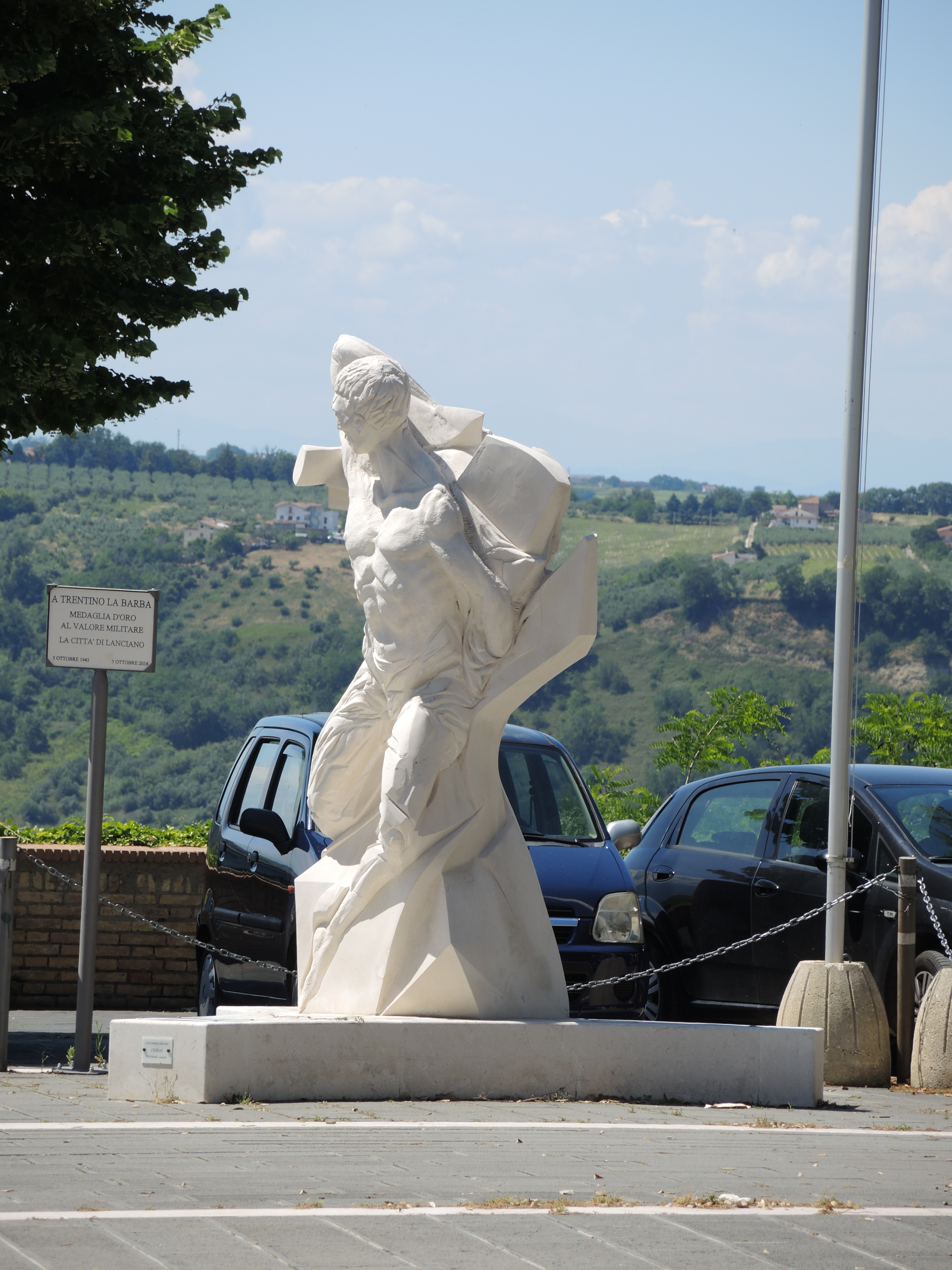
Monumento a Trentino La Barba, opera di Nicola Antonelli (2016), piazza dell'Appello,Lanciano

Nacque nel quartiere di Lancianovecchia, in una casa in via dei Frentani, stesso quartiere di nascita del Comandante della Regia Marina Mario Bianco.
Operaio cordaio lancianese nel rione di via dei Funai, durante la seconda guerra mondiale prestò servizio militare in Albania come mitragliere del 226º Reggimento fanteria della Divisione "Arezzo". L'8 settembre 1943 lo sorprese presso il deposito reggimentale di Molfetta. Catturato ed avviato alla prigionia in Germania, riuscì ad evadere ed a raggiungere la propria città di origine, Lanciano dove si impegnò immediatamente nella Resistenza.
Il 5 ottobre 1943 La Barba e i suoi compagni attaccarono, in contrada Pozzo Bagnaro (fosso sotto via dei Bastioni a Lanciano), una colonna motorizzata germanica, mettendo in fuga i soldati tedeschi e ferendone altri.
Gli scontri durarono tutta la notte per le vie del centro storico, da via dei Bastioni a porta San Biagio, da via dei Frentani a Corso Roma, via Fenaroli, via Garibaldi, via Umberto I, fino al mattino del 6 ottobre, quando una pattuglia di tedeschi di rinforzo, giunse dal quartiere generale di Villa Paolucci, in contrada Marcianese. Gli insorti furono bloccati in via Spaventa presso le Torri Montanare,  altri cercarono di fuggire nella campagna dell'attuale viale Cappuccini, ma furono sorpresi e trucidati.
La Barba, bloccato tra via Spaventa e corso Roma fu, quindi, catturato da una pattuglia tedesca che, dopo averlo torturato per ottenere informazioni, lo condusse in viale Cappuccini. Qui La Barba venne accecato e finito a colpi di pistola, e impiccato a un albero all'inizio di viale Cappuccini, incrocio con via Ferro di Cavallo. Tale rivolta antinazista, detta dei Martiri ottobrini, divampò quindi dalla sera del 5 ottobre e si protrasse per tutta la giornata del 6 ottobre 1943, in una successione di scontri tra resistenti lancianesi e soldati tedeschi.
Oggi una lapide commemorativa è stata affissa all'edificio delle scuole magistrali di Santa Chiara, costruite nel 1952 in Largo Martiri VI Ottobre.  Nel 2016 in Largo dell'Appello, lato belvedere verso la Majella, lo scultore Tonino Santeusanio ha realizzato per committenza comunale il Monumento a Trentino La Barba, in pietra calcarea di montagna,  ritratto in veste di martire, nel momento in cui viene fucilato sul muro.
Sarà riconosciuto partigiano combattente caduto per la lotta di Liberazione dalla Commissione regionale Abruzzese per il riconoscimento della qualifica di partigiano.